# Xanthopimpla trigonophatna
Xanthopimpla trigonophatna är en stekelart som beskrevs av Krieger 1915. Xanthopimpla trigonophatna ingår i släktet Xanthopimpla och familjen brokparasitsteklar. Utöver nominatformen finns också underarten X. t. trigemina.